# Клецы
Клецы (укр. Клеці) — село в Прилукском районе Черниговской области Украины. Население — 9 человек. Занимает площадь 0,205 км².
Код КОАТУУ: 7424155901. Почтовый индекс: 17523. Телефонный код: +380 4637.

## Власть
Орган местного самоуправления — Малодевицкий поселковый совет. Почтовый адрес: 17523, Черниговская обл., Прилукский р-н, пгт Малая Девица, ул. Слободская, 3.